# Dongle

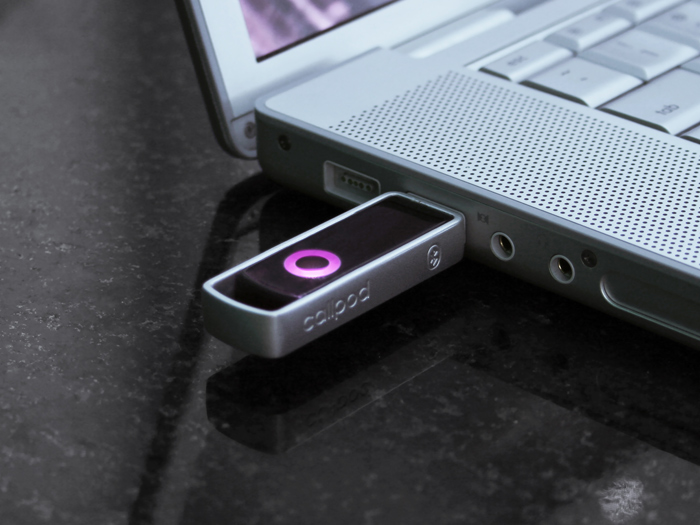
Un dongle bluetooth permite funcționalitatea bluetooth pe un computer fără bluetooth încorporat

Dongle este o componentă mică a hardware-ului computerului care se conectează la un port de pe alt dispozitiv pentru a-i oferi funcționalități suplimentare sau pentru a activa o trecere la un astfel de dispozitiv care adaugă funcționalitate.
În calcul, termenul a fost inițial sinonim cu dongle de protecție a software-ului - o formă de gestionare a drepturilor digitale hardware în care o piesă de software va funcționa numai dacă un dongle specificat - care conține de obicei o cheie de licență sau un alt mecanism de protecție criptografică - este conectat la computer în timp ce acesta rulează.
Termenul a fost aplicat de atunci la alte forme de dispozitive cu un factor de formă similar, cum ar fi adaptoarele care transformă porturile pentru a gestiona diferite tipuri de conectori (cum ar fi DVI la VGA pentru ecran, conexiune USB la serial și în calcul modern, USB-C către alte tipuri de porturi și conexiune mobilă de înaltă definiție), adaptoare wireless USB pentru standarde precum Bluetooth și Wi-Fi (termenul „stick” sau „cheie” este mai frecvent utilizat pentru a descrie unități flash USB, precum și forme moderne de dongle cu factori de formă mai subțiri, mai asemănătoare cu unitățile flash) și micuțe playere digitale cu factor de formă care se conectează la porturile HDMI.

## Legături externe
- What The Heck Is A Dongle?
- Language Log & Dongle